# 리재룡
리재룡(1944년 ~ )은 대한민국의 어부 출신 비전향 장기수이다. 표준어로는 이재룡으로 표기한다.

## 생애
태평양 전쟁 말기에 강원도 양양군 손양면에서 태어났다. 리재룡의 고향은 삼팔선 이북 지역이었고 맏형은 1948년에 조선인민군에 입대했다.
1950년 만 6세 무렵에 터진 한국 전쟁으로 부모는 죽고 맏형도 실종되면서 전쟁 고아로서 어려운 생활을 했다. 교육도 받지 못하고 동해안의 고기잡이 배에서 어부를 보조하는 일로 근근히 살았다.
국민학교 중퇴 학력이기에 다른 직업은 구하기 어려웠고 성인이 되어서도 계속 어부 생활을 했다. 1967년 2월에 꽁치잡이 어선을 타고 조업하던 중 조선민주주의인민공화국으로 가게 되었다. 조사를 받는 과정에서 리재룡은 남쪽에서 느껴보지 못한 인간적인 대접에 큰 감명을 받아, 같은 배를 탄 다른 어부들이 돌아갈 때 혼자 남았다. 북한에 남은 리재룡은 한국 전쟁 때 헤어진 맏형과도 상봉했다.
리재룡은 공작원으로 자원하여 약 2년간 교육을 받은 뒤 1970년 6월에 원산을 출발하여 대구로 남파되었다. 남파된 지 10여 일 만에 체포되어, 재판에서 무기징역형을 선고받았다. 수감 중 구타를 동반한 전향 권유를 견디지 못하고 일시 전향하기도 했다. 그러나 교도소에서 동료 죄수들을 상대로 조선민주주의인민공화국 체제에 대하여 긍정적인 이야기를 들려주는 등 선전을 시도한 것이 발각되어 추가 기소되면서 1999년까지 29년이 조금 넘는 기간 동안 복역했다.
1999년 9월 25일 김대중 정부의 특사로 석방되어 광주에 거주했다. 특이한 사연으로 인해 "납북 어부 출신 비전향 장기수"로 유명해지기도 했다. 이듬해 6·15 남북 공동선언에 의해 조선민주주의인민공화국으로 송환되었다. 송환된 비전향 장기수 가운데 유일한 50대로서 최연소자였다.
송환된 뒤에는 평양에서 결혼하여 득녀했다. 2002년에 리재룡의 부인이 딸을 출산하자 김정일이 "온 나라 인민들의 축복 속에 태어난 애기 이름을 축복이라고 지어줍시다"라고 적은 친필 편지를 보내준 사실이 잘 알려져 있다.

## 예술 작품
비전향 장기수를 소재로 한 다큐멘터리 영화 《송환》 촬영에 응하여 DVD 서플먼트에 미니다큐멘터리 형식으로 리재룡의 사연이 등장한다.
조선민주주의인민공화국으로 송환된 뒤에는 시를 창작해 《로동신문》에 기고하는 등 활발히 활동했다. 다음은 딸 축복이의 탄생을 기뻐하며 지은 시 〈출생증〉의 일부이다.
축복받은 귀한 딸에게

하고싶은 말 바라는 소원 다 담아

이 아빠는

아직은 사랑이란 무엇인지도

모르는 축복이에게

고사리 같은 그 작은 손에

쥐어줍니다

사랑하는 내 나라의 국장이

존엄하게 새겨진 출생증을

리재룡을 주인공으로 삼아 힘겨운 감옥 생활과 송환 이후의 행복한 삶을 대비시킨 《축복》이라는 소설도 창작되었다.

## 같이 보기
- 송환

## 참고자료
- 안영기 외 13인 (2003). 〈태양의 축복을 자랑합니다 (리재룡)〉. 《신념과 의지의 강자들 -  비전향 장기수들의 수기 3》. 평양: 평양출판사.
- 강진욱 (2000년 9월 2일). “납북어부출신 장기수의 귀거래사”. 연합뉴스.